# 감차 (의류)

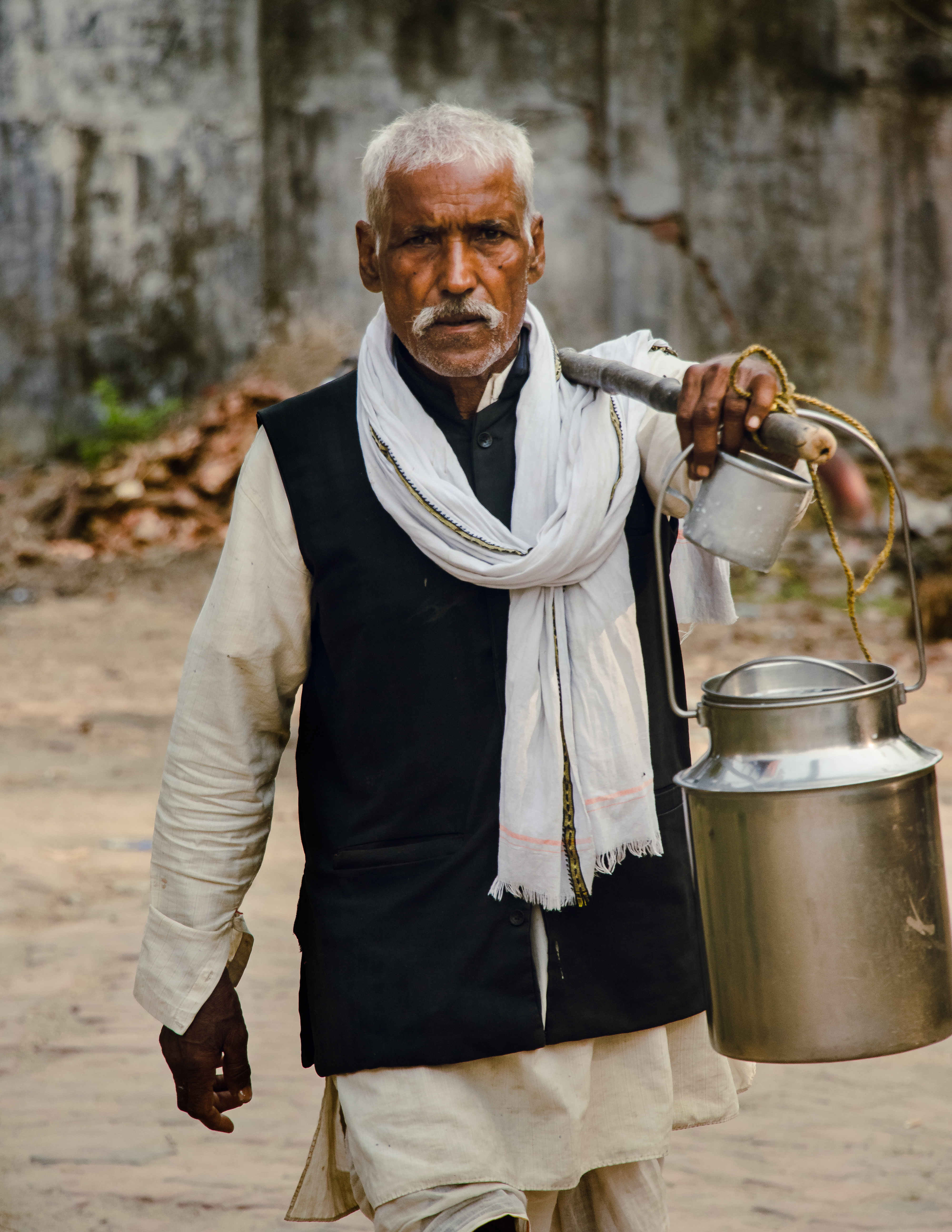
네팔에서 감차를 착용한 우유 판매인

감차(Gamcha)는 남아시아에서 주로 남성이 착용하는 스카프이다.